# Kaitasjaure
Kaitasjaure är en sjö i Kiruna kommun i Lappland och ingår i Torneälvens huvudavrinningsområde. Sjön har en area på 3,5 kvadratkilometer och ligger 445,2 meter över havet. Kaitasjaure ligger i Rautas fjällurskog Natura 2000-område. Sjön avvattnas av vattendraget Kajtasijoki.

## Delavrinningsområde
Kaitasjaure ingår i det delavrinningsområde (755463-167174) som SMHI kallar för Utloppet av Kaitasjaure. Medelhöjden är 485 meter över havet och ytan är 19,26 kvadratkilometer. Räknas de 4 avrinningsområdena uppströms in blir den ackumulerade arean 58,34 kvadratkilometer. Kajtasijoki som avvattnar avrinningsområdet har biflödesordning 3, vilket innebär att vattnet flödar genom totalt 3 vattendrag innan det når havet efter 422 kilometer. Avrinningsområdet består mestadels av skog (66 procent). Avrinningsområdet har 3,61 kvadratkilometer vattenytor vilket ger det en sjöprocent på 18,7 procent.